# Fujiwara no Kintō
Fujiwara no Kintō (藤原公任, 966-1041), également connu sous le nom de Dainagon Kintō (大納言公任), était un poète japonais, homme d'état de l'époque de Heian et un membre du clan Fujiwara. 
Son père était le régent Fujiwara no Yoritada. 
Fuijwara no Kintō est l'auteur d'un nombre important de poèmes et de recueils, parmi lesquels le Shūishū.
Deux de ses œuvres ont eu une influence majeure :
- la liste des 36 poètes illustres, Sanjūrokkasen, dont on trouve encore aujourd'hui de nombreuses versions illustrées dans les temples et sanctuaires liés à la poésie (cette liste prenant le tiers de la surface d'une version illustrée du Hyakunin-Isshu est ainsi utilisée comme symbole de la poésie nationale).
- le Wakan rōeishū, anthologie almanach mêlant poèmes chinois et japonais, qui a constitué jusqu'au début du vingtième siècle l'un des livres de base de tout étudiant en calligraphie.

Il est également l'auteur d'un traité de protocole, le Hokuzanshō. 
Il a servi à la cour impériale sous le grade de nagon, tout comme les grands poètes de son temps (Minamoto no Tsunenobu, Minamoto no Toshikata et Fujiwara no Yukinari). On les nomme Shi-nagon (les quatre nagon).
Il entre en religion après la mort de sa fille et la villa où il réside au nord de Kyôto à 朗詠谷-Rôeidani, dont il ne reste rien aujourd'hui, devient le lieu de rencontres des artistes de son temps. 